# Campionato francese di hockey su pista 1911
Il Campionato francese di hockey su pista 1911 è stata la 1ª edizione del torneo di primo livello del campionato francese di hockey su pista. Esso è stato organizzato dalla Federazione di pattinaggio della Francia.
Il titolo è stato conquistato dall'Orléans per la 1ª volta nella sua storia.

## Squadre partecipanti
| Club      | Stagione | Città     | Impianto | Stagione precedente |
| --------- | -------- | --------- | -------- | ------------------- |
| Orléans   | dettagli | Orléans   |          |                     |
| Tourcoing | dettagli | Tourcoing |          |                     |

## Risultati
| Squadra 1 | Squadra 2 | Risultato    |
| --------- | --------- | ------------ |
| Orléans   | Tourcoing | Orléans 1911 |
| Orléans   | Tourcoing | ? - ?        |

## Verdetti
| Qualificazioni / retrocessioni | Club                |
| ------------------------------ | ------------------- |
| Campione di Francia 1911       | Orléans (1º titolo) |